# Saint-Pierre-d'Irube
Saint-Pierre-d'Irube är en kommun i departementet Pyrénées-Atlantiques i regionen Nouvelle-Aquitaine i sydvästra Frankrike. Kommunen ligger i kantonen Saint-Pierre-d'Irube som tillhör arrondissementet Bayonne. År 2022 hade Saint-Pierre-d'Irube 5 779 invånare.

## Befolkningsutveckling
Antalet invånare i kommunen Saint-Pierre-d'Irube
| Referens: INSEE |